# Saint-Drézéry
Saint-Drézéry é uma comuna francesa na região administrativa de Occitânia, no departamento de Hérault. Estende-se por uma área de 10,47 km². Em 2010 a comuna tinha 2 686 habitantes (densidade: 256,5 hab./km²).